# Município de Madison (condado de Scioto, Ohio)
O município de Madison (em inglês: Madison Township) é um município localizado no condado de Scioto no estado estadounidense de Ohio. No ano de 2010 tinha uma população de 4.106 habitantes e uma densidade populacional de 30,45 pessoas por km².

## Geografia
O município de Madison encontra-se localizado nas coordenadas 38° 54′ 42″ N, 82° 50′ 10″ O. Segundo a Departamento do Censo dos Estados Unidos, o município tem uma superfície total de 134.82 km², da qual 134,42 km² correspondem a terra firme e (0,3 %) 0,41 km² é água.

## Demografia
Segundo o censo de 2010, tinha 4.106 habitantes residindo no município de Madison. A densidade populacional era de 30,45 hab./km². Dos 4.106 habitantes, o município de Madison estava composto pelo 97,54 % brancos, o 0,05 % eram afroamericanos, o 1,05 % eram amerindios, o 0,1 % eram asiáticos, o 0,19 % eram de outras raças e o 1,07 % eram de uma mistura de raças. Do total da população o 0,8 % eram hispanos ou latinos de qualquer raça.